# David Abrhám
David Abrhám (Bratislava, 9 ottobre 2007) è un cestista slovacco.

## Palmarès
- Campionato slovacco: 4

Inter Bratislava: 2018-19
Levice: 2021-2022, 2022-2023, 2023-2024
- Alpe Adria Cup: 1

Patrioti Levice: 2021-22